# Margosono
Margosono is een bestuurslaag in het regentschap Batang van de provincie Midden-Java, Indonesië. Margosono telt 906 inwoners (volkstelling 2010).